# Синдром запястного канала

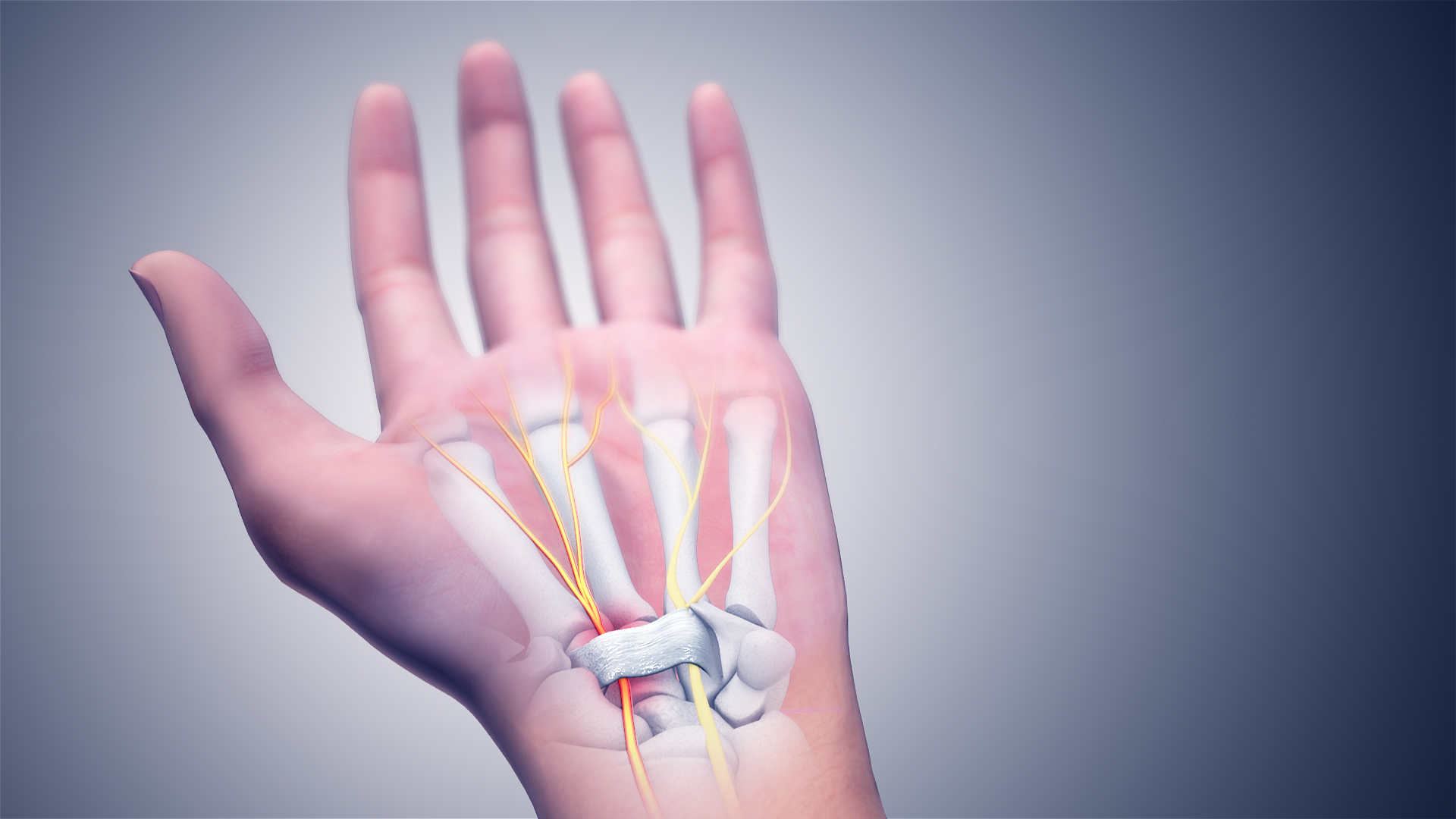
Схематичное отображение компрессии нерва в запястном канале

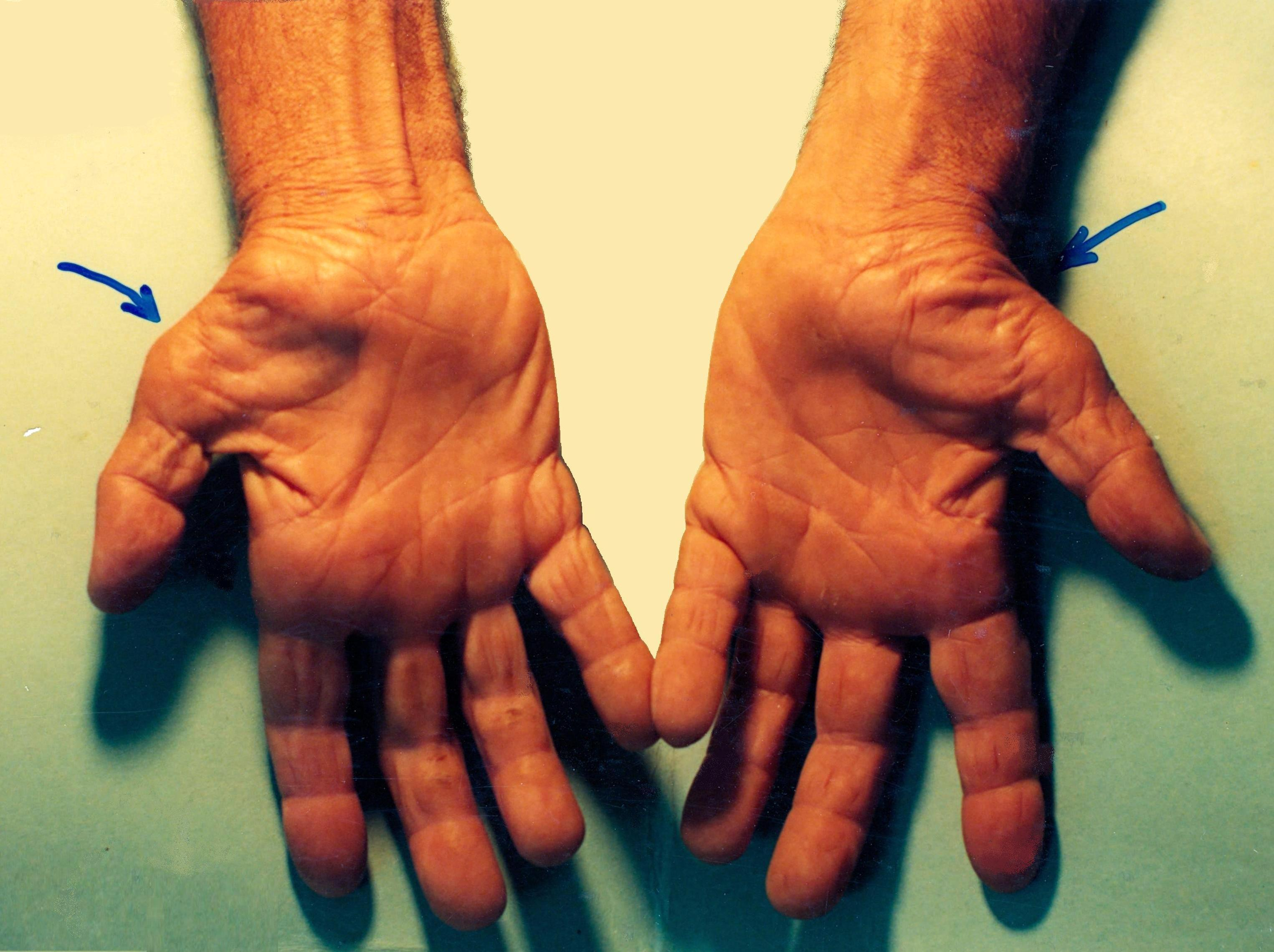
Контрактурные и трофические проявления при отсутствии лечения

Синдро́м запя́стного кана́ла (карпальный туннельный синдром, англ. carpal tunnel syndrome, CTS, от лат. carpus «запястье») — неврологическое заболевание, проявляющееся длительной болью и онемением пальцев кисти. Относится к туннельной невропатии. Причиной заболевания является сдавление срединного нерва между костями, поперечной кистевой связкой и сухожилиями мышц предплечья проходящими к кисти в канале запястья.
Часто его называют «туннельным синдромом», хотя это некорректно — существует множество других туннельных синдромов (синдромов сдавления нерва в узком канале), это лишь один, наиболее известный из них.
Синдром запястного канала наиболее часто встречается у женщин старшего возраста. Это заболевание считается профессиональным у работников, выполняющих монотонные сгибательно-разгибательные движения кисти (например, у доярок, машинисток пишущих машинок, сборщиц машин). Также этим заболеванием страдают сурдопереводчики, мотогонщики, велосипедисты, музыканты (пианино, гитара, скрипка), боулеры, киберспортсмены (и другие люди, которые много времени работают за компьютером), барабанщики и, нередко, художники со стажем.
Симптомы синдрома встречаются у пользователей компьютеров, например игроков в компьютерные игры (активное и долговременное использование клавиатуры и мыши в неправильной позе). Широко распространено представление, что длительная ежедневная работа на компьютере, требующая постоянного использования клавиатуры, является фактором риска развития синдрома запястного канала, однако результаты научных исследований в этом отношении противоречивы. Существует исследование, в котором синдром запястного канала выявлен у каждого шестого обследованного, работающего на компьютере. Согласно ему, большему риску подвергаются те пользователи, у которых при работе с клавиатурой кисть разогнута на 20° и более по отношению к предплечью. В то же время другие научные исследования указывают на отсутствие достоверных различий в частоте возникновения этого синдрома в группе постоянно работающих с клавиатурой при сравнении с общим населением.
Физическая активность снижает риск развития карпального синдрома. Симптомы снижаются после ношения медицинской шины фиксирующей лучезапястный сустав. Приём НПВП и габапентина не показывают эффективности. Хирургическое лечение (рассечение поперечной кистевой связки) показывает бо́льшую эффективность, чем консервативные методы (при оценке спустя год после вмешательства). Эффективность магнитотерапии не получила доказательств.
У одной трети пациентов, не получавших какого-либо специфического лечения, наблюдаются улучшения при оценке спустя один год.

## Причины
Любые факторы, вызывающие сужение канала запястья или его опухание либо задержку жидкости, могут стать причиной развития запястного синдрома. Среди множества возможных причин следующие:
- гормональные изменения;
- ожирение;
- сахарный диабет;
- акромегалия — увеличение костей вследствие нарушения функции гипофиза;
- снижение активности щитовидной железы;
- почечная недостаточность;
- алкоголизм;
- амилоидоз — отложение аномальных белков в тканях и органах;
- ревматоидный артрит и подагра;
- болезнь Педжета — хроническое заболевание костей, при котором кости утолщаются и деформируются;
- опухоли — липомы (жировики), ганглии (наполненные жидкостью кисты, образовавшиеся в сухожильных влагалищах), деформация запястий после переломов;
- использование ручных виброинструментов.

## Симптомы

Синдром запястного канала проявляется болью, покалыванием и онемением (парестезией) в зоне иннервации срединного нерва (слабость сгибания кисти, большого и указательного пальцев, гипостезия их ладонной поверхности).
Для объективной диагностики синдрома запястного канала применяется тест Тинеля (перкуссия над местом прохождения срединного нерва в области запястья, в случае положительного теста сопровождается парестезией в пальцах и на ладони), а также тест Фалена (максимальное сгибание в лучезапястном суставе в течение одной минуты вызывает болезненность и парестезию на ладонной поверхности I—III и частично IV пальцев).
Одним из объективных методов диагностики синдрома запястного канала является электронейромиография (ЭНМГ).

## Лечение
К общепризнанным методам лечения карпального туннельного синдрома относятся лечебная физкультура, назначение стероидов, ношение ортеза и хирургическое высвобождение поперечной кистевой связки. Такие методы, как лечение ультразвуком, лазером, приём витамина B6, йога, не имеют достаточных доказательств эффективности.

### Консервативное лечение
В качестве начала лечения часто применяется ограничение движений (исключение действий, которые ухудшают симптомы) с помощью ношения ортеза (для разной степени иммобилизации запястья показана при лёгкой и умеренной патологии, а также иногда в послеоперационный период). Для достижения наилучших результатов врачи рекомендуют носить ортез и днём и ночью. В ранней или средней стадии ортезирование даёт положительный эффект в более чем 40 % случаев.
Иногда назначается приём нестероидных противовоспалительных препаратов.
Если симптомы не улучшаются — применяются кортикостероиды перорально или инъекционно. Проведенное в 2017 году британское ретроспективное исследование оценило долгосрочную эффективность инъекций стероидов и показало, что в среднем после 1,9 (1—12) инъекций 41 % пациентов все же ходят на операцию в течение 8 лет после инъекции(й). То есть, согласно этим данным, долгосрочная эффективность инъекций составляет около 60 %.

### Хирургическое лечение
Американская академия ортопедических хирургов рекомендует применять консервативное лечение от 2 до 7 недель и при его неэффективности прибегать к хирургическому лечению.
Освобождение поперечной кистевой связки применяется в случаях, когда пациент испытывает постоянное онемение, мышечную слабость, а другие методы терапии не помогают облегчить симптомы. Операция выполняется чаще всего под проводниковой анестезией. Операция заключается в рассечении концов поперечной связки запястья для ослабления давления в области карпального нервного канала. Разрез не более 5 см проводится по анатомической складке запястья.